# Sierra Norte (Comarca)
Die Comarca Sierra Norte ist eine der neun Comarcas in der Provinz Sevilla. Sie wurde, wie alle Comarcas in der Autonomen Gemeinschaft Andalusien, mit Wirkung zum 28. März 2003 eingerichtet.
Die im Norden der Provinz gelegene Comarca umfasst 18 Gemeinden auf einer Fläche von 3.744,99 km².

## Lage
|                | Provinz Badajoz                             |                        |
| Provinz Huelva | Kompassrose, die auf Nachbargemeinden zeigt | Provinz Córdoba        |
| Aljarafe       | Comarca Metropolitana de Sevilla            | Vega del Gudadalquivir |

## Gemeinden
| Gemeinde                    | Einwohner (2024) | Fläche km² | Dichte Einw./km² | Cod INE | Postleitzahl |
| --------------------------- | ---------------- | ---------- | ---------------- | ------- | ------------ |
| Alanís                      | 1.673            | 280,19     | 6                | 41002   | 41380        |
| Almadén de la Plata         | 1.328            | 255,78     | 5                | 41009   | 41240        |
| Aznalcóllar                 | 6.079            | 198,96     | 31               | 41013   | 41870        |
| Castilblanco de los Arroyos | 5.134            | 323,54     | 16               | 41027   | 41230        |
| El Castillo de las Guardas  | 1.511            | 258,75     | 6                | 41031   | 41890        |
| Cazalla de la Sierra        | 4.629            | 357,10     | 13               | 41032   | 41370        |
| Constantina                 | 5.742            | 481,31     | 12               | 41033   | 41450        |
| El Garrobo                  | 812              | 44,35      | 18               | 41043   | 41888        |
| Gerena                      | 7.923            | 129,90     | 61               | 41045   | 41860        |
| Guadalcanal                 | 2.522            | 274,97     | 9                | 41048   | 41390        |
| Guillena                    | 14.064           | 226,63     | 62               | 41049   | 41210        |
| El Madroño                  | 305              | 102,88     | 3                | 41057   | 41897        |
| Las Navas de la Concepción  | 1.520            | 63,35      | 24               | 41066   | 41460        |
| El Pedroso                  | 2.074            | 314,25     | 7                | 41073   | 41360        |
| La Puebla de los Infantes   | 2.927            | 154,23     | 19               | 41078   | 41479        |
| El Real de la Jara          | 1.531            | 157,35     | 10               | 41080   | 41250        |
| El Ronquillo                | 1.439            | 76,52      | 19               | 41083   | 41880        |
| San Nicolás del Puerto      | 600              | 44,93      | 13               | 41088   | 41388        |
| Comarca Sierra Norte        | 61.813           | 3.744,99   | 17               | –       | –            |

## Nachweise
1. ↑  Instituto Nacional de Estadística Municipal Register of Spain
2. ↑  Orden de 14 de marzo de 2003, por la que se aprueba el mapa de comarcas de Andalucía a efectos de la planificación de la oferta turística y deportiva, Boletín Oficial de la Junta de Andalucía (Amtsblatt der Regierung von Andalusien), Nr. 59 vom 27. März 2003, S. 6248